# Stanitsa
Pour les articles homonymes, voir Stanitsa (homonymie).

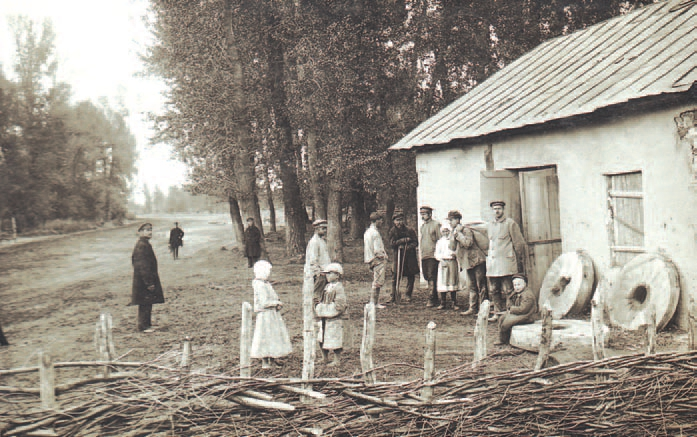
Stanitsa Luhanska

Une stanitsa (en russe : стани́ца, en ukrainien : станиця, stanytsia) était un village faisant partie du territoire d'une des « armées » cosaques avant la révolution russe, situé sur les territoires de l'actuelle Ukraine et Russie. Les armées cosaques étaient la plus grande subdivision de la terre des cosaques (il existait onze armées cosaques, les plus connues étant celles du Don, de l'Oural et du Terek).
Historiquement, la stanitsa constituait l'unité économique et politique de base des peuples cosaques en territoire ukrainien et sur les terres nouvellement conquises par l'Empire russe. Dans une stanitsa la majorité des terres étaient détenues en commun par la stanitsa et étaient allouées chaque année aux familles par l'ataman (à ne pas confondre avec l'hetman) chef désigné par la communauté. Ce processus autocratique pouvait donner lieu à des dérives comme le clientélisme, le népotisme, mais les formes de corruption les plus graves étaient évitées car l'ataman avait besoin pour se maintenir au pouvoir dans la société militarisée des cosaques d'un certain consensus.
Une stanitsa était composé d’un village et éventuellement de hameaux (хутор) rattachés. La stanitsa devait être en mesure de fournir une sotnia en cas de guerre.

## Aujourd'hui
Si le terme de stanitsa est aujourd'hui conservé dans l'appellation de certaines agglomérations, son mode de fonctionnement a disparu à la suite de la collectivisation des terres postérieure à la révolution russe.
Dans l'actuelle fédération de Russie, une stanitsa est une forme de commune rurale. On en trouve dans les sujets fédéraux suivants, pour la plupart dans le sud de la Russie, notamment dans la région du Caucase, ainsi que dans le nouvel État autoproclamé de Nouvelle-Russie formé dans l'est de l’Ukraine, le 11 mai 2014.
- république d'Adyguée
- république du Daghestan
- république d'Ingouchie
- république de Kabardino-Balkarie
- république des Karatchaï-Tcherkesses
- kraï de Krasnodar
- oblast d'Omsk
- oblast d'Orenbourg
- république d'Ossétie du Nord
- oblast de Rostov
- kraï de Stavropol
- oblast de Sverdlovsk
- République tchétchène
- oblast de Volgograd
- République populaire de Donetsk
- République populaire de Lougansk